# Sacred (cântec de Depeche Mode)
Sacred este o piesă a formației britanice Depeche Mode. Piesa a apărut pe albumul Music for the Masses, în anul 1987.